# Dianga

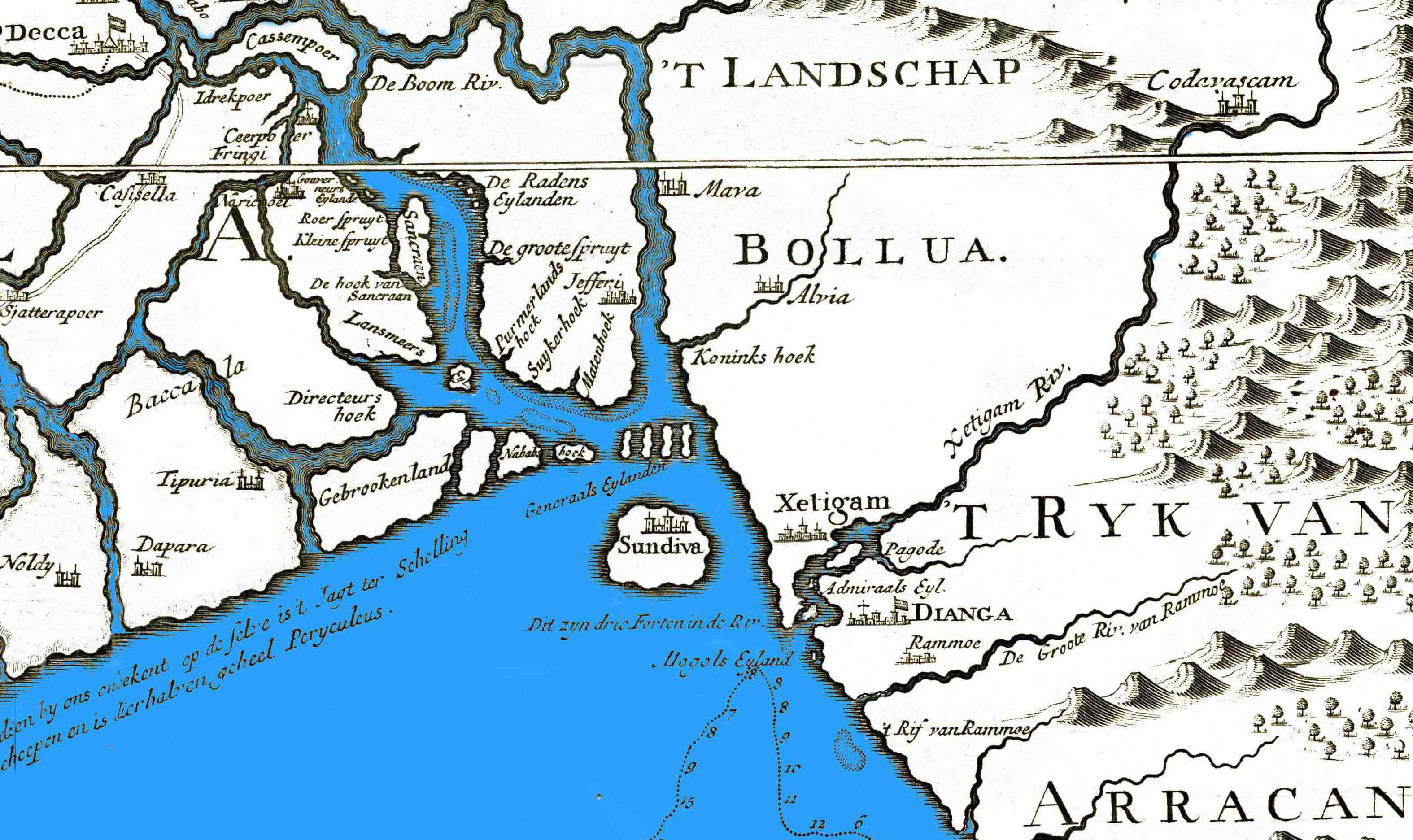
Trecho de um mapa do Bengala de 1724, onde aparece Dianga, "Xetigam" (Chatigão), a ilha de Sundiva, e "Decca" (Daca). Também aparece "Fringi", que será possivelmente Ferenghi Bazar.

Dianga, ou bandel de Dianga, hoje Bunder ou Feringhi Bunder, foi uma povoação estabelecida em frente de Chatigão, na margem sul do rio Karnafuli, no atual Bangladexe. A sua população era maioritariamente constituída de portugueses.

## Criação
Em 1528 os portugueses estabeleceram em Chatigão uma feitoria e uma alfândega, com a designação de Porto Grande de Bengala. A aglomeração cresceu, tornando-se um grande centro de comércio. 
Perto do final do século XVI, os portugueses também se estabeleceram em Dianga, que ficava em frente. Em 1607, na sequência da revolta do mercenário Filipe de Brito e Nicote, que se apoderou de Sirião, e tornou-se independente do Rei de Arracão, Min Raza Gyi (ou Xilimixa), este último fez massacrar não só o próprio filho de Filipe de Brito (mandado em embaixada pelo pai), mas cerca de 600 habitantes Portugueses de Dianga. 
Apesar disso os portugueses estabeleceram-se novamente em Dianga após 1615. Do massacre, um pequeno número de portugueses conseguiu escapar, estabelecendo-se em uma ilha na foz do Ganges. Um deles era Sebastião Gonçalves Tibau; que, mais tarde, em 1607, com 400 portugueses, atacou e conquistou (pela segunda vez) a ilha de Sundiva, governando a ilha como um rei independente, tendo sob seu comando uma força de 1000 portugueses. Mas em 1616, Sebastião Gonçalves Tibau foi derrotado pelo novo rei de Arracão, Min khamon (ou Husain Xa). Após a derrota de Tibau, os portugueses da Bengala Oriental estabelecidos em Dianga e Chatigão (fora do controlo de Goa) dedicaram-se à pirataria, aliando-se com o rei de Arracão.
Em 1665, quando os Mogóis tomaram Chatigão, mudaram-se para Ferenghi Bazar (sul da atual Daca), onde ainda residem descendentes portugueses até os nossos dias.